# Chiesa di San Michele in Insula
La chiesa di San Michele in Insula si trova in provincia di Vercelli, fuori dall'abitato di Trino in un sito che ancora mantiene l'antica denominazione di Insula in quanto era circondato da due rami del Po.
Le origini della pieve risalgono ad epoca altomedievale: le prime testimonianze scritte sono del X – XI secolo, ma si può ragionevolmente ipotizzare che essa sia stata edificata su di un precedente edificio sacro, dal momento che il sito era abitato fin dall'età romana, ed era protetto da una cinta muraria (come evidenziato da scavi archeologici).
Nonostante i molteplici interventi successivi, la chiesa mantiene il suo sobrio stile romanico assunto nel XII secolo. Perse verosimilmente importanza quando l'abitato si concentrò nella zona in cui è posta la duecentesca Parrocchiale di San Bartolomeo. Non per questo l'antica pieve, cara alla devozione popolare, fu del tutto abbandonata.

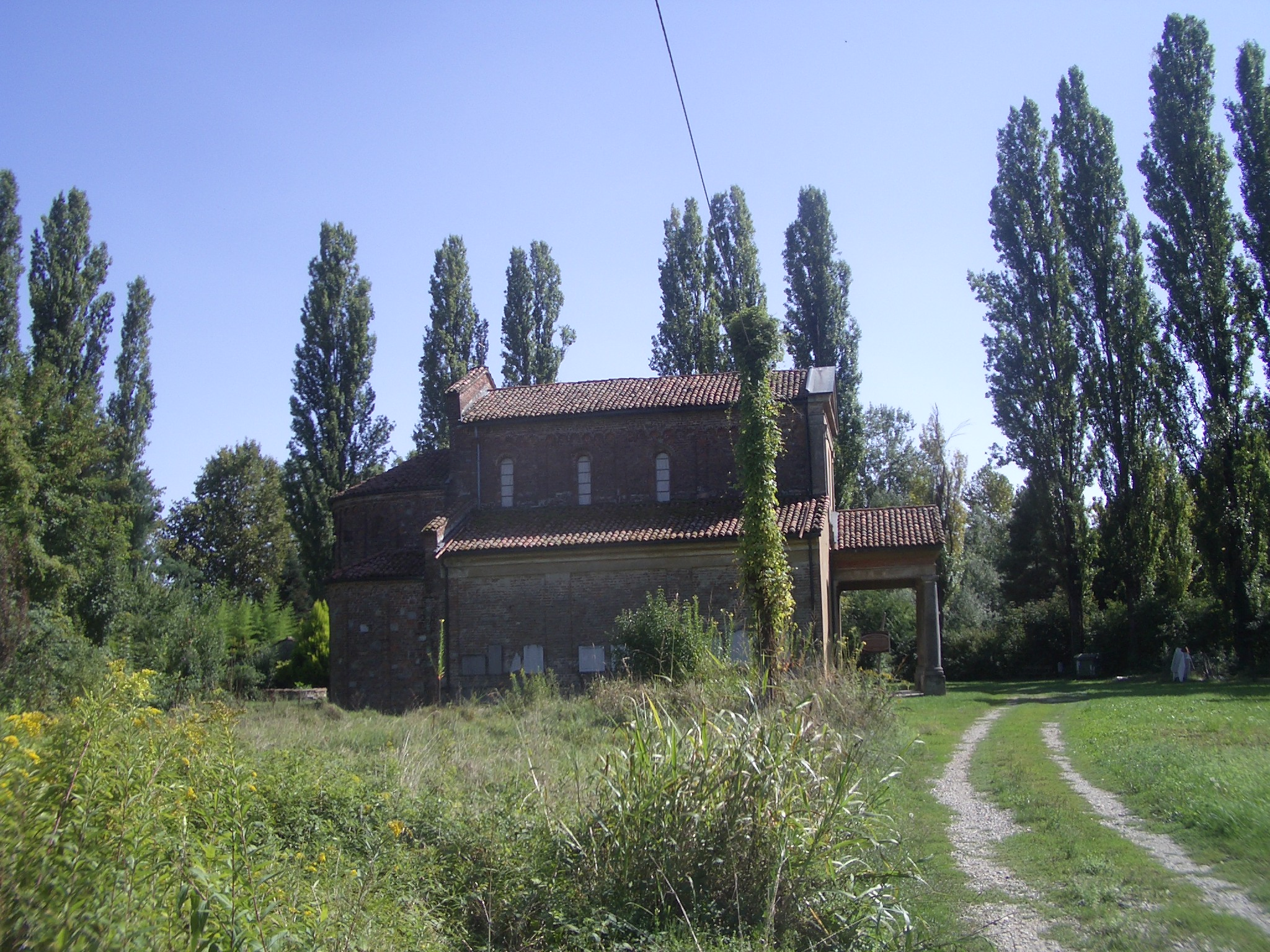
Veduta laterale della chiesa

La facciata con il prònao antistante alla porta d'ingresso, rappresenta un rifacimento del XVIII secolo.
L'interno è a tre navate, con quella centrale rialzata rispetto a quelle laterali.
Nel presbiterio sono state riportate alla luce frammenti di affreschi del XII secolo di grande rilievo storico ed artistico: sono visibili una Crocifissione e Scene della vita di San Michele; in essi l'artista si dimostra aggiornato sulla pittura romanica che si stava affermando in Lombardia.